# ماركو فيلانويفا
ماركو فيلانويفا (بالإسبانية: Marco Villanueva)‏ هو لاعب كرة قدم مكسيكي في مركز الدفاع، ولد في 9 يونيو 1993. لعب مع دورادوس سينالوا.

## وصلات خارجية
- ماركو فيلانويفا على موقع قاعدة بيانات كرة القدم.إي يو (الإنجليزية)
- ماركو فيلانويفا على موقع Soccerway.com (الإنجليزية)